# Janne Stefansson
Janne Reidar Stefansson, född 19 mars 1935 i Transtrands församling i Kopparbergs län, är en svensk längdskidåkare. Han vann Vasaloppet sju gånger. Detta placerar honom på andra plats i statistiken, efter Nils "Mora-Nisse" Karlsson som vann nio gånger.

## Meriter
- Seger i Vasaloppet (1962–1966, 1968–1969)
- Guld på 4x10 kilometer i OS 1964 i Innsbruck (Asph, Jernberg, Stefansson, Rönnlund)
- Silver 30 kilometer på VM 1962 i Zakopane